# Borgo Faiti
Borgo Faiti is een plaats (frazione) in de Italiaanse gemeente Latina.